# ソラコイ
『ソラコイ』は、2015年12月18日にChelseasoftより発売されたアダルトゲーム。
MORE・pure moreの姉妹ブランドとして誕生したChelseasoftの第一弾である本作は、「幼なじみVS幼なじみによる恋愛バトル」をコンセプトとしている。

## あらすじ
同じ日に生まれたタクトとヒカリは赤ん坊の時からいつも一緒で、二人はずっと幸せな日々が続くと思っていた。
だが、自分こそがタクトの幼馴染と名乗る少女ソラの出現により、状況は一変した。
ヒカリもソラも自分が彼の幼馴染だという主張を譲ることがなかったため、彼女たちはどちらが彼の本当の幼馴染か勝負することを決めた。
そして、彼女たちの勝負は周囲を巻き込んだ騒動へと発展した。

## 登場人物
タクト
本作の主人公。映画監督になるという夢を抱いており、映画研究会に入部した。
ヒカリ
声 - 秋野花
ヒカリの幼馴染で、彼と同じ日に生まれ、赤ん坊の時から一緒だった。タクトについていく形で映画研究会に入部したが、映画に詳しいわけではない。少々間の抜けたところがあるが、面倒見は良い。
ソラ
声 - 浜穂志香
タクトの幼馴染を名乗る少女で、ヒカリとうり二つの容姿を持つ。学業・家事に関してはヒカリよりも優れているが、ヒカリと比べると少々おとなしい性格をしている。
アイリ
声 - 白月かなめ
タクトらの後輩で、映画研究会では女優として活動している。明るい性格で、演技に関しては真摯に取り組んでいる。
ナミ
声 - 雪村とあ
タクトらの先輩で、一日に少なくとも一本は映画を見るほどの映画マニア。カメラで撮られることは苦手ながらも、後輩たちの指導を行っている。

## スタッフ
- 原画：宮坂みゆ、宮坂なこ、おりーぶ
- シナリオ：秋田マイコ、ジェームズ伊達

## 反響

### 売り上げ
Getchu.comの2015年12月セールスランキングで17位を獲得した。

### 人気投票
月間げっちゅ投票「このゲームはプレイしとけ！」2015年12月発売タイトル9位を獲得した。